# Catedral de Santa María de la Asunción (San Francisco)
La catedral de Santa María de la Asunción (Cathedral of Saint Mary of the Assumption en inglés), conocida normalmente como Catedral de Santa María, está ubicada en el barrio Cathedral Hill de la ciudad San Francisco (Estados Unidos). Localizada entre las calles Geary Boulevard, Ellis Street, Cleary Court y Gough Street, es la principal iglesia de la Arquidiócesis de San Francisco. Es la iglesia madre de los católicos en California; sobre todo en los condados de Marin, San Francisco y San Mateo y el resto de la provincia eclesiástica de San Francisco. El rector de la catedral es monseñor John Talesfore.

## Historia
La Catedral de Santa María de la Asunción sustituye a dos iglesias anteriores del mismo nombre, sucesivamente. La catedral original fue construida en 1854 (aún sigue en pie) y es conocida como Antigua Catedral de Santa María. En 1891, una segunda catedral se construyó, pero fue destruida por un incendio en 1962. La catedral actual fue encargada en la fecha en la que el Concilio Vaticano II se convoca en Roma. Prescripciones del histórico concilio de la iglesia permitió a la Arquidiócesis de San Francisco planificar con denuedo la construcción de su nueva catedral que resultó ser el diseño moderno de la estructura actual. La primera piedra fue colocada el 13 de diciembre de 1967, y la catedral fue terminada tres años más tarde. El 5 de mayo de 1971, la catedral fue consagrada y el 5 de octubre de 1996, fue formalmente dedicada a la Virgen María bajo el nombre de Santa María de la Asunción. La primera misa papal fue celebrada por el papa Juan Pablo II en la catedral en 1987. En 1987, el sector privado del Instituto Femenino de la Catedral, en un edificio contiguo a la catedral de hoy en día, se fusionó con el masculino Instituto del Sagrado Corazón de la ciudad. La catedral aún tiene estrechos vínculos con el Sacred Heart Preparatory Cathedral, que utiliza un edificio cercano a la catedral, la iglesia principal de masas y otros eventos especiales, tales como la graduación.

## Edificio

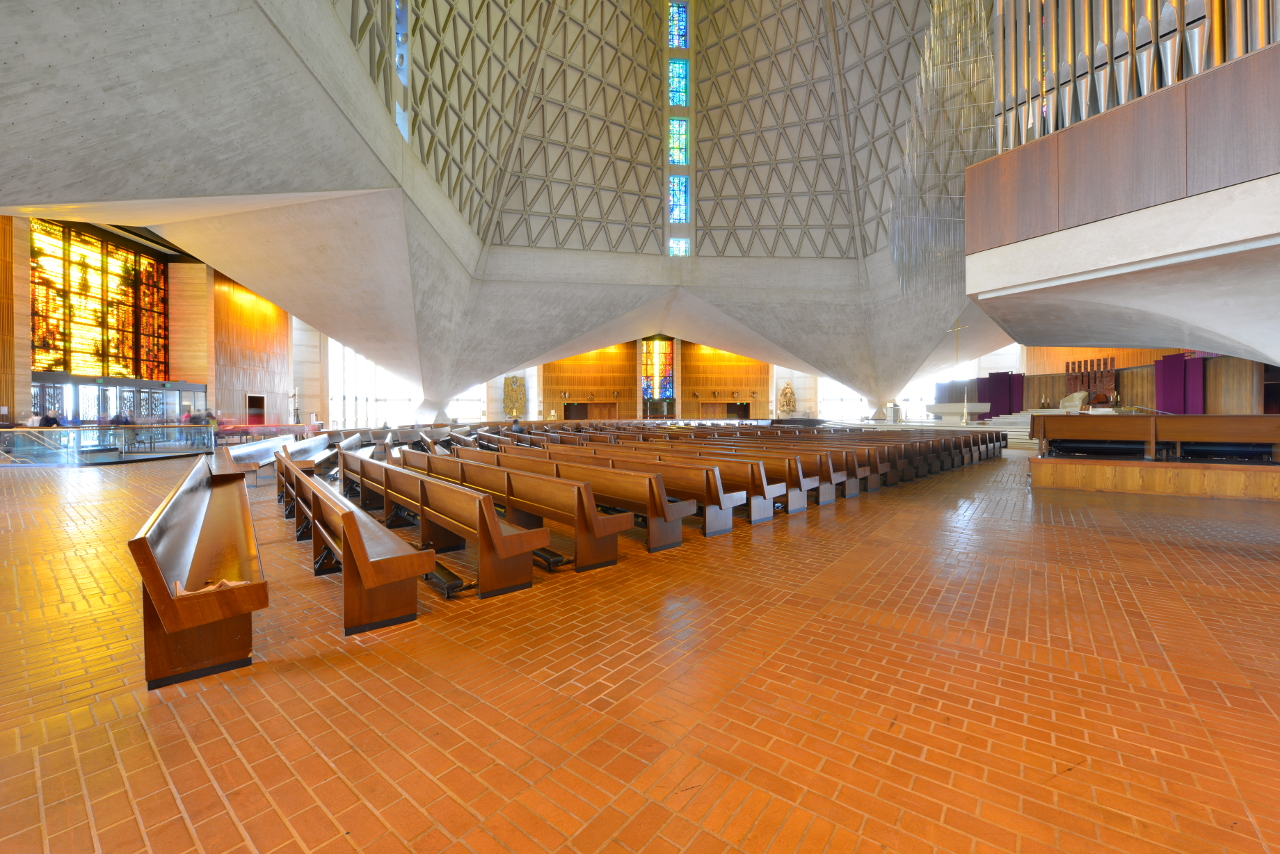
Interior de la Catedral de Santa María de la Asunción.

La catedral fue diseñada por los arquitectos locales John Michael Lee, Paul A. Ryan y Angus McSweeney, en colaboración con arquitectos de renombre internacional Pier Luigi Nervi y Pietro Belluschi (a la vez, decano de la Facultad de Arquitectura de la MIT) . Su cubierta se compone de segmentos de paraboloides hiperbólicos de una manera que recuerda a la Catedral de Santa María de Tokio, que fue construida a principios de la década. Debido a su parecido con una gran lavadora agitadora, la catedral ha sido apodada Nuestra Señora de Maytag o el McGucken de Maytag. El edificio fue seleccionado en 2007 por el capítulo local del American Institute of Architects para obtener una lista de los mejores lugares en San Francisco, en total 25 edificios.